# نظام انتخاباتی اکثریتی
نظام انتخاباتی اکثریتی نظامی است که برای برنده شدن باید اکثریت آرا را کسب کرد. نظام‌های انتخاباتی اکثریتی خود به دو دستهٔ اکثریت نسبی (به انگلیسی: plurality) و اکثریت مطلق (به انگلیسی: majority) تقسیم می‌شوند. نظام انتخاباتی نخست‌نفری که رایج‌ترین نظام انتخاباتی در سراسر جهان است از نوع اکثریت نسبی می‌باشد. نظام‌های انتخاباتی اکثریتی هم در حوزه‌های انتخابیه تک‌کرسی و هم در حوزه‌های انتخابیه چندکرسی قابل اجرا هستند. مثلاً نظام نخست‌نفری در حوزه‌های انتخابیه تک‌کرسی انجام می‌گیرد و رأی دسته‌جمعی در حوزه‌های انتخابیه چندکرسی.
نظام‌های انتخاباتی اکثریتی در برابر نمایندگی تناسبی قرار دارند.  در روش تناسبی تسهیم کرسی‌ها متناسب با آراست ولی در روش‌های اکثریتی چنین نیست.
طبق قانون دوورژه، نظام‌های انتخاباتی اکثریتی منجر به ایجاد نظام دوحزبی خواهند شد.